# Волейбольные вариации
Существуют многочисленные вариации волейбола, ответвившиеся от основного вида — пляжный волейбол (олимпийский вид с 1996 года), волейбол на снегу, мини-волейбол, пионербол, парковый волейбол (утверждённый конгрессом FIVB в ноябре 1998 года в Токио), волейбол сидя (паралимпийский вид спорта).

## Пляжный волейбол

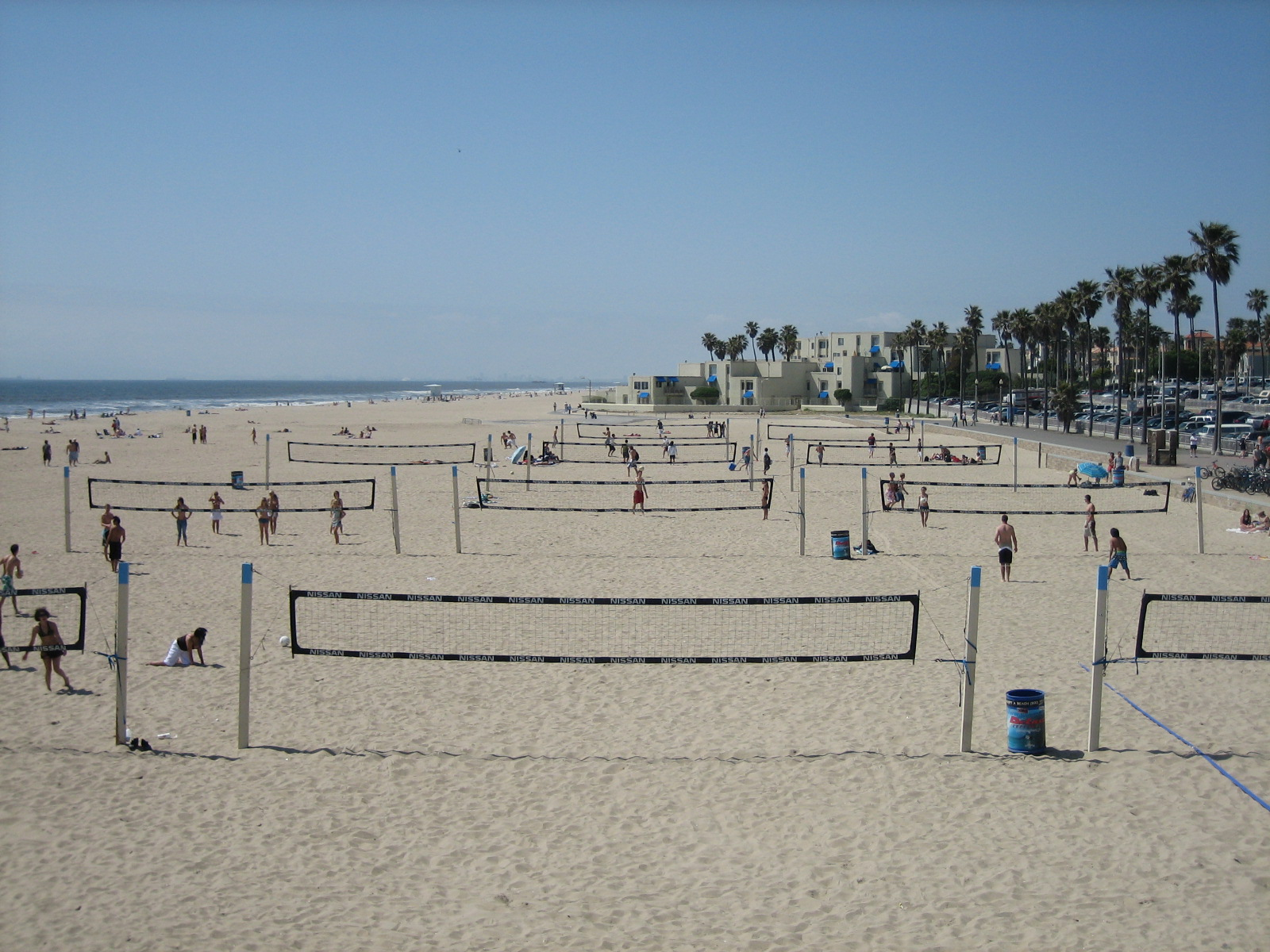
Ряды пляжных волейбольных сеток в Хантингтон-Бич, Калифорния.

Как вариант игры, соперничающий с классическим волейболом в популярности, пляжный волейбол развивался на многих пляжах по всему миру. Он стал официальным олимпийским видом спорта в 1996 году. В пляжный волейбол играют на песчаных кортах, которые могут быть сформированы естественным образом или построены специально. Вместо команды из шести человек каждая команда состоит всего из двух игроков, но в остальном правила почти идентичны с некоторыми исключениями, включая:
- Размер площадки (16 м х 8м)
- Блок считается первым касанием
- Запрет удара ладонью, когда игрок использует его или её для скидки в площадку соперника, а не для жёсткого удара. Удар может быть выполнен закрытой ладонью или кулаком
- Временной лимит для спасения мяча составляет 5 секунд
- Игры обычно играются до 21 очка, а не 25 как это принято в классическом волейболе. Первая команда, которая выигрывает два сета, выигрывает матч. Если требуется третий решающий сет, он играется до 15 очков.

### Крытый пляжный волейбол
Это новая вариация пляжного волейбола. Пляжный волейбол играется на открытом воздухе, крытый пляжный — на песке в закрытом помещении. В США растёт число колледжей, где сейчас рассматривается переход от классического волейбола к крытому пляжному волейболу. Самая главная причина для возможного изменения — уменьшение травм среди игроков. Вторичными причинами являются: 1) плохая погода не может стать причиной для отмены игр, что обычно случается с площадкой для пляжного волейбола; 2) считается, что это сделает игру более привлекательной для зрителей, так как для игры на песке не требуются наколенники или обувь. Особенно популярно открытие крытых пляжных центров стало в городах с преимущественно холодным климатом.
Команды в крытом пляжном волейболе могут варьироваться по количеству игроков — от двух до шести членов. Обычно для игры трансформируют баскетбольные площадки. Защитный брезент покрывает пол баскетбольной площадки, и «мягкий» песок укладывают над ним на высоту около фута. Границы обычно отмечены линиями на песке. Недавнее новшество — использование цветных лазеров, которые освещают линии на песке.
В некоторых местах есть песчаные корты, которые используются в течение весны, лета и в осенние месяцы, но в зимние месяцы над площадками устанавливается большая палатка (обычно в форме купола).

### Снежный волейбол
Вариант пляжного волейбола, когда команды играют на снегу. Тактика и правила похожи на пляжный волейбол, но, из-за различия игровых поверхностей, игроки носят бутсы во время матчей.
Снежный волейбол впервые приобрёл популярность в Ваграйне, Австрия, в 2008 году. Он был признан официальным видом спорта в австрийских волейбольной ассоциации в 2011 году. Европейская Конфедерация волейбола (ЕКВ) провела первый снежный волейбольный Евротур в 2016 году, а первый снежный волейбольный Чемпионат Европы запланирован на 2018 год. Международная Федерации волейбола объявила о своих планах включить снежный волейбол в рамках будущих Зимних Олимпийских игр в программу.

## Волейбол сидя
Волейбол сидя для инвалидов с заболеваниями опорно-двигательного аппарата впервые был представлен в 1956 году голландским спортивным Комитетом. Международный соревнования проводятся с 1967 года, но только с 1978 Международная спортивная организация для инвалидов (ISOD) санкционировала проведение официального международного турнира в 1979 году в Харлеме, Нидерланды.
В игру играют на площадке 10 х 6 метров с сеткой высотой в 1,15 м для мужчин и 1,05 м для женщин. Традиционно в волейбол сидя играют не только инвалиды и люди с ампутацией ног, но люди, которые имеют ортопедические проблемы в коленях или лодыжках.
Мужской волейбол сидя был представлен на Паралимпийских играх в 1980 году и стал одним из наиболее популярных Паралимпийских видов спорта благодаря быстрым и захватывающим действиям игроков на площадке. Женский волейбол сидя был включён в программу 2004 Летних Паралимпийских игр в Афинах, Греция. Международный руководящий орган для данного вида спорта — Всемирная организация волейбола для инвалидов (WOVD). WOVD была основана в 1980 году в Нидерландах голландцем Питером Джуном.

## Классический Волейбол
Классический волейбол зародился в Восточной Африке. Варьируется от игры в крытом спортивном зале до игры на свежем воздухе на песке, траве или глине. Также популярен уличный волейбол в качестве отдыха.

## Пионербол
Пионербол — игра с мячом, схожая по правилам с волейболом. Возникла в СССР в 1930-е годы. Название игры происходит от того, что в неё играли советские пионеры. Суть игры такая же как в классическом волейболе лишь с одним отличием: мяч разрешено ловить руками, а не отбивать. По сути, это упрощенная форма волейбола для детей, которые пока не способны в силу отсутствия опыта играть в классический волейбол.

## См.также
- Фистбол

- Пионербол